# Bartlett (Illinois)
Bartlett falu az USA Illinois államában, Cook, DuPage és Kane megyében. Lakosainak száma 41 105 fő (2020. április 1.).

## Népesség
A település népességének változása:
| Lakosok száma | 175  | 41 208 | 41 105 |
|               | 1880 | 2010   | 2020   |